# آلت دفن‌شده

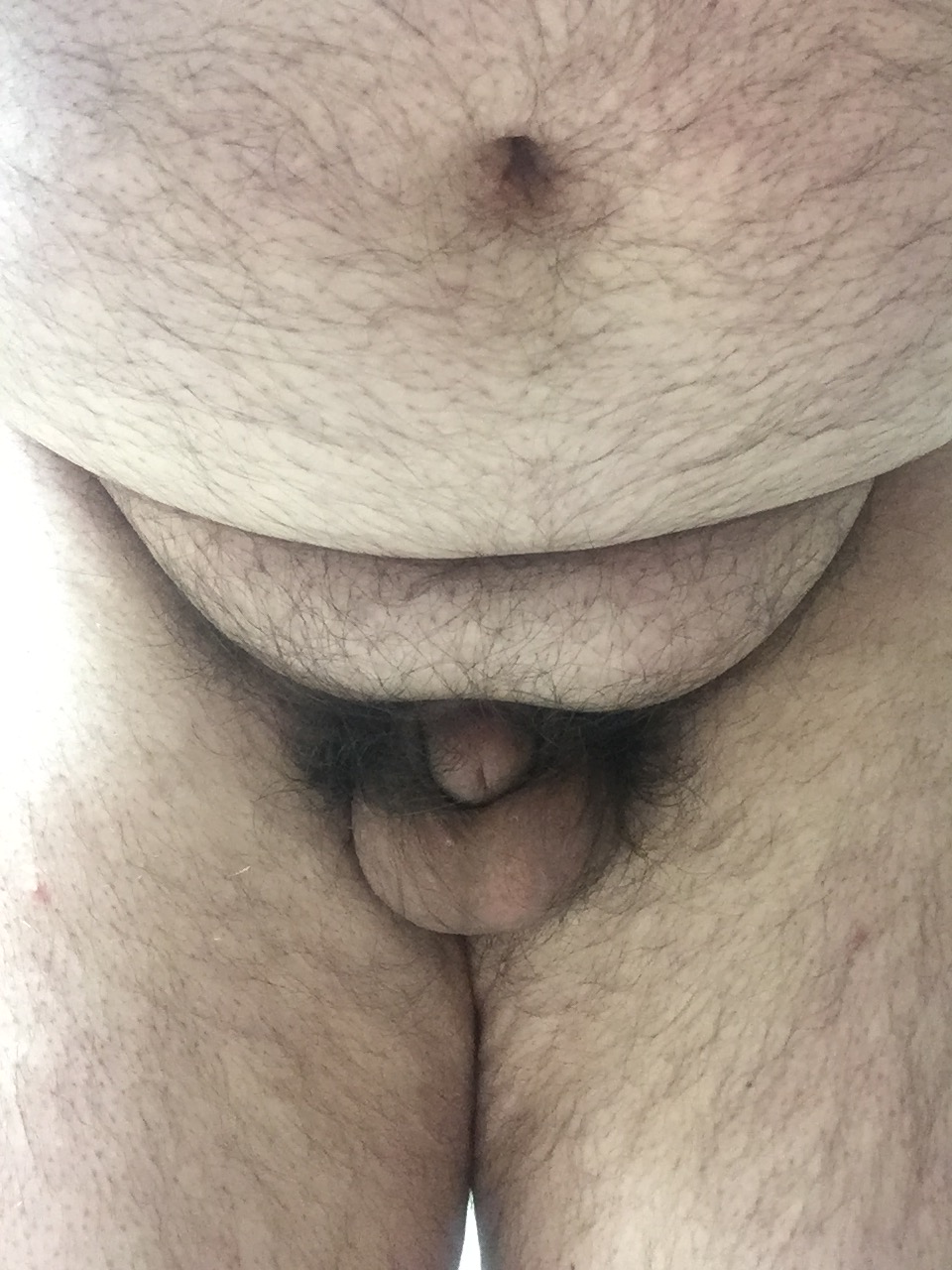
یک پنیس خیلی دفن‌شده

آلت دفن‌شده یا پِنیس پنهان، یک اختلال مادرزادی (از آغاز زایش) یا یک شرایط اکتسابی (با گذر زمان به دست آمده) است که در آن پنیس مرد به‌طور جزئی یا کامل زیر سطح پوست پنهان می‌شود و کوچک‌تر دیده می‌شود. بسته به میزان دفن‌شدگی یک پنیس می‌تواند منجر به دشواری‌های ادراری، بهداشت ضعیف، عفونت و مهار و بازداری کارکرد نرمال جنسی شود.

پنیس دفن‌شده با پنیس ریز و پنیس کوتاه متفاوت است. پنیس دفن‌شده مشکلی است که در آن بدنه (شافت) پنیس زیر پوست و لایه چربی جا گرفته است و باعث کوچک شدن اندازه نمایان و کاربردی آن می‌شود، میکروپنیس (پنیس ریز) آلتی است که درازای آن در حالت افراشته کوتاه‌تر از ۷ تا ۸ سانتی‌متر باشد، و پنیس کوتاه نیز پنیسی است طبیعی ولی در کمترین اندازه پنیس در گستره طولی نرمال جای دارد یعنی پنیسی با درازای ۸ تا ۱۲ سانتی‌متر.

در مردان نوجوان و بالغ، پنیس دفن‌شده ممکن است رسیدن به یک نعوظ (افراشتگی) را دشوارتر سازد. اگر نعوظ هم امکان‌پذیر باشد، ممکن است باز هم برقراری رابطه جنسی دشوار باشد. مشکلات روان‌شناختی مرتبط با عزت نفس پایین، اضطراب و افسردگی معمولاً بر مردان با آلت دفن‌شده، اثر می‌گذارد.

## مشکلات و مدیریت
پنیس دفن‌شده اغلب با دیگر مشکلات فیزیکی و روانی همراه است:
- پسران و مردان ممکن است توانا به ادرار کردن در حالت ایستاده یا حتی نشسته نباشند، بی اینکه چکه‌های ادرار بر پوست کیسه بیضه یا ران‌ها یا لباس بریزد.
- احتمال عفونت در دستگاه ادراری و ناحیه تناسلی به دلیل مرطوب بودن مداوم پوست شایع است.
- در مردانی که ختنه نشده‌اند، پوستی که سر پنیس را می‌پوشاند (پیش‌پوست) ممکن است ملتهب شود.
- مردان ممکن است نتوانند نعوظ (راست‌شدگی پنیس) داشته باشند. اگر نعوظ داشته باشند، ممکن است دردناک باشد و/یا نتوانند با آن به واژن یا باسن دخول کنند.
- مشکلات روانی مرتبط با دفن آلت ممکن است در پسران و مردان وجود داشته باشد که ممکن است مشکلاتی مانند اعتماد به نفس پایین و افسردگی داشته باشند.

چاقی یک علت شایع به دست آوردن پنیس دفن‌شده اکتسابی در بزرگسالان است. بیماران مبتلا به چاقی بیمارگونه قابل توجه‌تر اغلب با چالش‌های اضافی بیشتری نیز برای ترمیم جراحی روبرو هستند. با افزایش وزن بیماران، اغلب رسوب ترجیحی چربی در ناحیه بالای شرمگاهی وجود دارد که حتی پس از کاهش وزن یا جراحی چاقی هم باقی می‌ماند.

با شخص وابسته بر میزان چالش‌ها دربارهٔ جراحی مشاوره می‌شود. عملکرد جنسی از جمله اختلال نعوظ، درد همراه با نعوظ، یا ناتوانی در دخول به دلیل پنیس دفن‌شده باید توسط پزشک ارزیابی شود.
مدیریت پنیس فرورفته بزرگسالان بر اساس کیفیت و کمیت سلامت آلت تناسلی، کیسه بیضه و پوست شکم بسیار متفاوت است. علاوه بر این، علت آلت پنهان نقش زیادی در درمان و ترمیم جراحی دارد. به‌طور کلی، ترمیم آلت تناسلی دفن شده شامل وادفن کردن پنیس (بیرون آوردن)، برداشتن هر گونه بافت بیمار یا اضافی، چسباندن بافت به سمت پایین برای اصلاح زاویه پنوپوبیک (پنیس و پوبیس)، و پوشش با فلپ‌های پوستی موضعی یا پیوندهای پوستی است.

همچنین برای درمان این وضعیت وابسته به سن فرد جراحی ممکن است نیاز باشد که این خود نیز دشواری‌های خاص خودش را دارد. هر وضعیت متفاوت است، بنابراین هیچ تکنیک جراحی یکسانی برای هر مورد اعمال نمی‌شود.

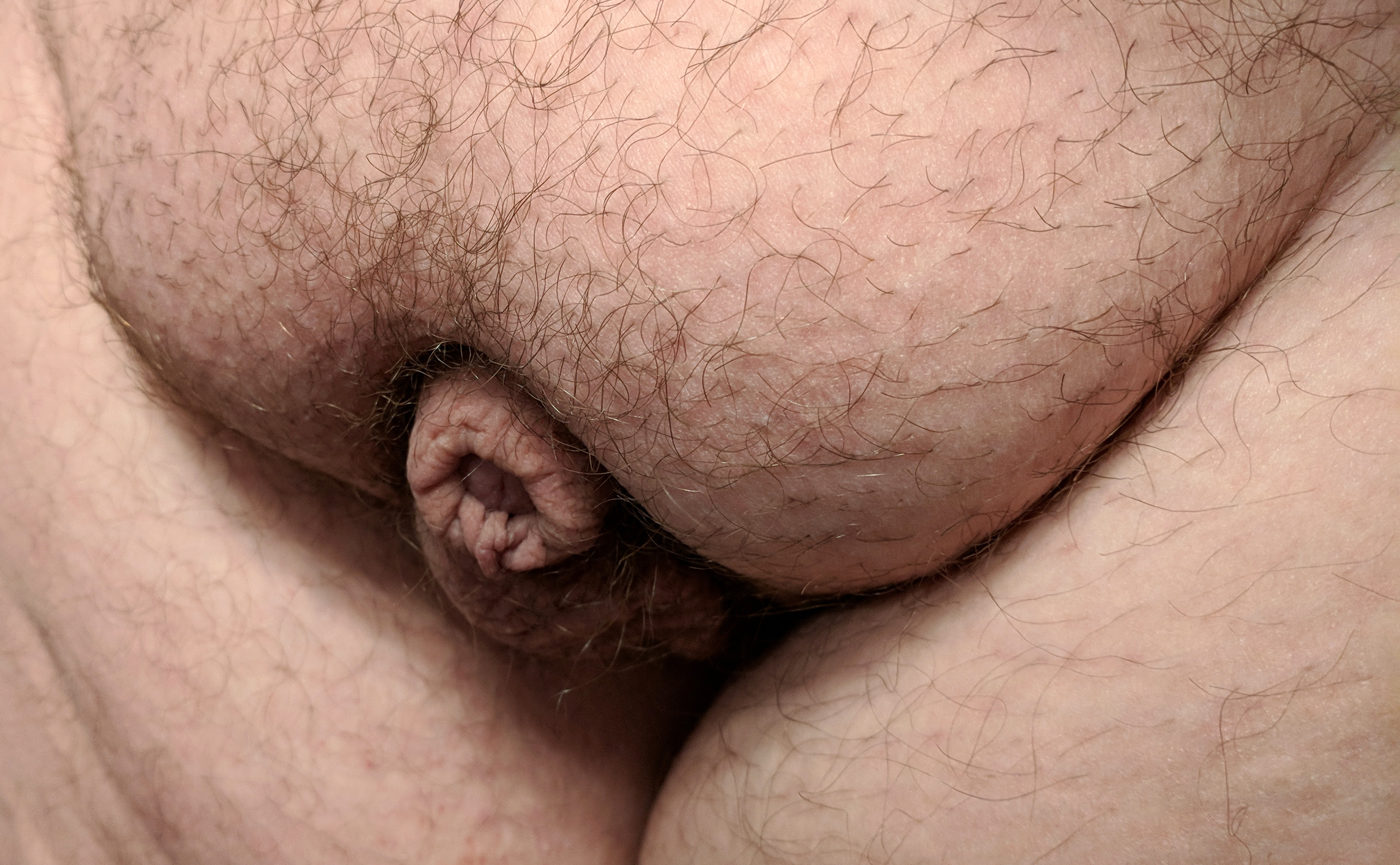
پنیس دفن‌شده در یک مرد ختنه‌نشده به دلیل چاقی

## علت‌ها
این وضعیت می‌تواند ناشی شود از:
- چربی اضافی
- نگهداری مایعات
- مشکلات رباط‌ها
- عوارض پس از ختنه

این می‌تواند ادرار کردن و برانگیختگی جنسی را تحت تأثیر قرار دهد، ولی معمولاً با جراحی درمان‌پذیر است. پنیس دفن‌شده نیز می‌تواند باعث خجالت و شرمساری، تن‌شرمی و آسیب روانی شود.

## تشخیص
در صورت داشتن علائم، باید با پزشک (یا اورولوگ یا پزشک مردان) مشورت کرد. پنیس دفن‌شده می‌تواند معمولاً با معاینه فیزیکی تشخیص داده شود. پزشک احتمالاً باید توانا به تمایز آلت دفن‌شده از یک بیماری دیگر، شناخته‌شده به عنوان میکروپنیس، که یک آلت کوچک است، باشد.
معمولاً اگر با فشردن پوست بالای پنیس درازای پنیس چندین سانتی‌متر افزایش یابد، احتمال این که پنیس فرد دفن شده باشد هست. گرچه برای تشخیص دقیق‌تر باید توسط اورولوگ (پزشک اورولوژی) معاینه شد.

## درمان
برای درمان پنیس دفن‌شده معمولاً جراحی لازم و بایسته است. در کودکان بسیار کوچک، این بیماری ممکن است بی هیچ مداخله ای برطرف شود. برای کودکان و بزرگسالان چاق بیمارگونه، کاهش وزن ممکن است کمک کند. با این حال، کاهش وزن معمولاً برای درمان کامل این مشکل کافی نیست.